# Liste der Kulturdenkmale in Gülzow (Lauenburg)
In der Liste der Kulturdenkmale in Gülzow sind alle Kulturdenkmale der schleswig-holsteinischen Gemeinde Gülzow (Kreis Herzogtum Lauenburg) aufgelistet (Stand: 19. Mai 2025).

## Legende
In den Spalten befinden sich folgende Informationen:
- Objekt-ID: die Nummer des Kulturdenkmales
- Lage: die Adresse des Kulturdenkmales und die geographischen Koordinaten. Kartenansicht, um Koordinaten zu setzen. In der Kartenansicht sind Kulturdenkmale ohne Koordinaten mit einem roten Marker dargestellt und können in der Karte gesetzt werden. Kulturdenkmale ohne Bild sind mit einem blauen Marker gekennzeichnet, Kulturdenkmale mit Bild mit einem grünen Marker.
- Offizielle Bezeichnung: Bezeichnung des Kulturdenkmales
- Beschreibung: die Beschreibung des Kulturdenkmales
- Bild: ein Bild des Kulturdenkmales

## Sachgesamtheiten
| Objekt-ID      | Lage                                       | Offizielle Bezeichnung | Beschreibung | Bild                             |
| -------------- | ------------------------------------------ | ---------------------- | --- | -------------------------------- |
| 36638 Wikidata | Hauptstraße (53° 26′ 35″ N, 10° 29′ 32″ O) | Kirche St. Petri       | Aktualisierung vorgesehen - Begründung: geschichtlich, künstlerisch, städtebaulich, Kulturlandschaft prägend - Schutzumfang: Kirche St. Petri mit Ausstattung, Kirchhof, Grabmale bis 1870, Feldsteinwall, Eichenkranz | weitere Fotos \| Fotos hochladen |

## Bauliche Anlagen
| Objekt-ID      | Lage                                       | Offizielle Bezeichnung                 | Beschreibung | Bild                             |
| -------------- | ------------------------------------------ | -------------------------------------- | --- | -------------------------------- |
| 11375 Wikidata | Fasanenhaus (53° 27′ 3″ N, 10° 29′ 5″ O)   | Jagdpavillon                           | Alteintragung (Aktualisierung vorgesehen) - Begründung: Alteintragung (Aktualisierung vorgesehen) - Schutzumfang: Alteintragung (Aktualisierung vorgesehen) - Denkmaltyp: Bauliche Anlage | Fotos hochladen                  |
| 8006 Wikidata  | Gut Gülzow (53° 26′ 38″ N, 10° 29′ 25″ O)  | Sog. Rendantenhaus                     | Alteintragung (Aktualisierung vorgesehen) - Begründung: Alteintragung (Aktualisierung vorgesehen) - Schutzumfang: Alteintragung (Aktualisierung vorgesehen) - Denkmaltyp: Bauliche Anlage | BW                               |
| 8007 Wikidata  | Gut Gülzow (53° 26′ 35″ N, 10° 29′ 26″ O)  | Gartenmauern und Torbauten             | Alteintragung (Aktualisierung vorgesehen) - Begründung: Alteintragung (Aktualisierung vorgesehen) - Schutzumfang: Alteintragung (Aktualisierung vorgesehen) - Denkmaltyp: Bauliche Anlage | Fotos hochladen                  |
| 8001 Wikidata  | Gut Gülzow (53° 26′ 41″ N, 10° 29′ 34″ O)  | Sog. Brauhaus                          | Alteintragung (Aktualisierung vorgesehen) - Begründung: Alteintragung (Aktualisierung vorgesehen) - Schutzumfang: Alteintragung (Aktualisierung vorgesehen) - Denkmaltyp: Bauliche Anlage | BW                               |
| 8008 Wikidata  | Gut Gülzow (53° 26′ 36″ N, 10° 29′ 31″ O)  | Mausoleum Kielmannsegg                 | Alteintragung (Aktualisierung vorgesehen) - Begründung: Alteintragung (Aktualisierung vorgesehen) - Schutzumfang: Alteintragung (Aktualisierung vorgesehen) - Denkmaltyp: Bauliche Anlage | weitere Fotos \| Fotos hochladen |
| 8005 Wikidata  | Gut Gülzow (53° 26′ 35″ N, 10° 29′ 29″ O)  | Mausoleum Fischer                      | Das Mausoleum der Familie Fischer wurde im Jahr 1937 errichtet. Das Mausoleum befindet sich westlich der Kirche St. Petri. Alteintragung (Aktualisierung vorgesehen) - Begründung: Alteintragung (Aktualisierung vorgesehen) - Schutzumfang: Alteintragung (Aktualisierung vorgesehen) - Denkmaltyp: Bauliche Anlage | weitere Fotos \| Fotos hochladen |
| 8000 Wikidata  | Gut Gülzow (53° 26′ 41″ N, 10° 29′ 36″ O)  | Burgplatz                              | Vgl. Gut Gülzow; Alteintragung (Aktualisierung vorgesehen) - Begründung: Alteintragung (Aktualisierung vorgesehen) - Schutzumfang: Alteintragung (Aktualisierung vorgesehen) - Denkmaltyp: Bauliche Anlage | BW                               |
| 11371 Wikidata | Gut Gülzow (53° 26′ 45″ N, 10° 29′ 33″ O)  | Zwei Ziegelbogenbrücken über die Linau | Alteintragung (Aktualisierung vorgesehen) - Begründung: Alteintragung (Aktualisierung vorgesehen) - Schutzumfang: Alteintragung (Aktualisierung vorgesehen) - Denkmaltyp: Bauliche Anlage | Fotos hochladen                  |
| 3063 Wikidata  | Hauptstraße (53° 26′ 35″ N, 10° 29′ 32″ O) | Kirche St. Petri mit Ausstattung       | Die im Jahre 1819 errichtete Kirche wurde im Stil des Klassizismus erbaut. Alteintragung (Aktualisierung vorgesehen) - Begründung: Alteintragung (Aktualisierung vorgesehen) - Schutzumfang: Alteintragung (Aktualisierung vorgesehen) - Denkmaltyp: Bauliche Anlage                                                 | weitere Fotos \| Fotos hochladen |

## Gründenkmale
| Objekt-ID      | Lage                                       | Offizielle Bezeichnung               | Beschreibung | Bild |
| -------------- | ------------------------------------------ | ------------------------------------ | --- | ---- |
| 8003 Wikidata  | Gut Gülzow (53° 26′ 53″ N, 10° 29′ 31″ O)  | ehem. Gutsgarten                     | Alteintragung (Aktualisierung vorgesehen) - Begründung: geschichtlich, Kulturlandschaft prägend - Schutzumfang: gesamtes Objekt - Denkmaltyp: Gründenkmal                                                                           | BW   |
| 11370 Wikidata | Gut Gülzow (53° 26′ 44″ N, 10° 29′ 30″ O)  | Gräben u. Teiche im ehem. Gutsgarten | Alteintragung (Aktualisierung vorgesehen) - Begründung: geschichtlich, Kulturlandschaft prägend - Schutzumfang: gesamtes Objekt - Denkmaltyp: Gründenkmal                                                                           | BW   |
| 11366 Wikidata | Hauptstraße (53° 26′ 35″ N, 10° 29′ 32″ O) | Kirchhof                             | Alteintragung (Aktualisierung vorgesehen) - Begründung: geschichtlich, Kulturlandschaft prägend - Schutzumfang: Kirchhof, Grabmale bis 1870, Feldsteinwall, Eichenkranz - Denkmaltyp: Gründenkmal, Sachgesamtheit: Kirche St. Petri | BW   |

## Quelle
- Liste der Kulturdenkmale in Schleswig-Holstein – Herzogtum Lauenburg (PDF)

- Karte mit allen Koordinaten:
- OSM |
- WikiMap